# Villa Santa Maria
Villa Santa Maria é uma comuna italiana da região dos Abruzos, província de Chieti, com cerca de 1.479 habitantes. Estende-se por uma área de 16 km², tendo uma densidade populacional de 92 hab/km². Faz fronteira com Atessa, Bomba, Borrello, Colledimezzo, Fallo, Montebello sul Sangro, Monteferrante, Montelapiano, Pennadomo, Pietraferrazzana, Roio del Sangro, Rosello.

## Demografia
| Variação demográfica do município entre 1861 e 2011                               |
|                                                                                   |
| Fonte: Istituto Nazionale di Statistica (ISTAT) - Elaboração gráfica da Wikipedia |